# Gharqabad
Gharqābād (farsi غرق‌آباد) è una città dello shahrestān di Saveh, circoscrizione di Nobaran, nella provincia di Markazi in Iran. Aveva, nel 2006, una popolazione di 4.394 abitanti. 